# Косаговский, Павел Павлович
Павел Павлович Косаговский (1832—1895) — российский государственный деятель, губернатор, тайный советник.

## Биография
Родился 29 октября (10 ноября) 1832 года в семье Павла Андреевича Косаговского (1798—1837); мать Александра Ивановна, урожд. Черницкая (?) — дочь чиновника 4-го класса. в 1835 году у них родилась дочь Елизавета.
Воспитывался в Павловском кадетском корпусе, откуда был выпущен 7 августа 1851 года.
В 1852 году вступил в службу прапорщиком 5-й Артиллерийской бригады; служил в Санкт-Петербургском арсенале. В 1856 году был уволен от службы «по болезни» (был отозван слепым отцом в родное именье Новгородской губернии). С 5 июня 1858 года — член Новгородского губернского комитета по устройству быта крестьян; занимал эту должность до закрытия его — 28 апреля 1859 года. В декабре 1859 года был избран Валдайским уездным предводителем дворянства; 11 января 1863 года был определён старшим советником Новгородского губернского правления.
30 октября 1864 года был назначен исполнять должность Симбирского вице-губернатора, поскольку имел чин только надворного советника. Был утверждён в должности с производством в коллежские советники 29 октября 1865 года.
С 1 января 1867 года в чине статского советника был назначен исполнять должность Витебского губернатора; 17 апреля 1868 года вместе с производством в действительные статские советники был утверждён в должности. Вскоре, 27 июля 1868 года, был назначен директором департамента исполнительной полиции в Министерстве внутренних дел. С 1 января 1877 года состоял в чине тайного советника.
После гибели Александра II был переведён, 12 февраля 1882 года, на должность Одесского градоначальника. С 14 февраля 1885 года — Курский губернатор.
В период 25 февраля 1889 — 18 декабря 1891 года был Полтавским губернатором.
С 18 декабря 1891 года был назначен членом Совета министра внутренних дел.
Скончался в Петербурге, 13 (25) января 1895 года. Похоронен на Никольском кладбище Александро-Невской лавры.
Был почётным гражданином Витебска, Полоцка и Динабурга.

## Награды
российские
- орден Св. Станислава 2-й ст. (1861)[4]
- орден Св. Станислава 1-й ст. (1869)
- орден Св. Анны 1-й ст. (1872)
- орден Св. Владимира 2-й ст. (1874)
- орден Белого орла (1879)

иностранные
- шведский орден Полярной звезды, командор 1-го кл. (1875)

## Семья
Женился на Елизавете Яковлевне Загоскиной, дочери известного в то время героя Крымской войны полковника Я. Н. Загоскина и был, по сведениям некоторых источников назначен вице-губернатором в Пензу. У жены было родовое имение в Пензенской губернии и уезде, в селе Борисовка (640 десятин земли).
Их дети:
- Яков (31.10.1859— 04.02.1926, Флоренция)
- Мария (01.10.1860 — ?), замужем за дипломатом О. О. Визелем
- Елизавета (08.11.1861 — ?)
- Николай (11.03.1863—02.12.1872)
- Александра (31.03.1864 — ?)
- Софья (май 1865 — ?)
- Любовь (06.08.1866 — ?)
- Александр (10.02.1871 — ?), поручик лейб-гвардии Егерского полка;
- Георгий (14.03.1874 — ?).